# Kozorožec pyrenejský

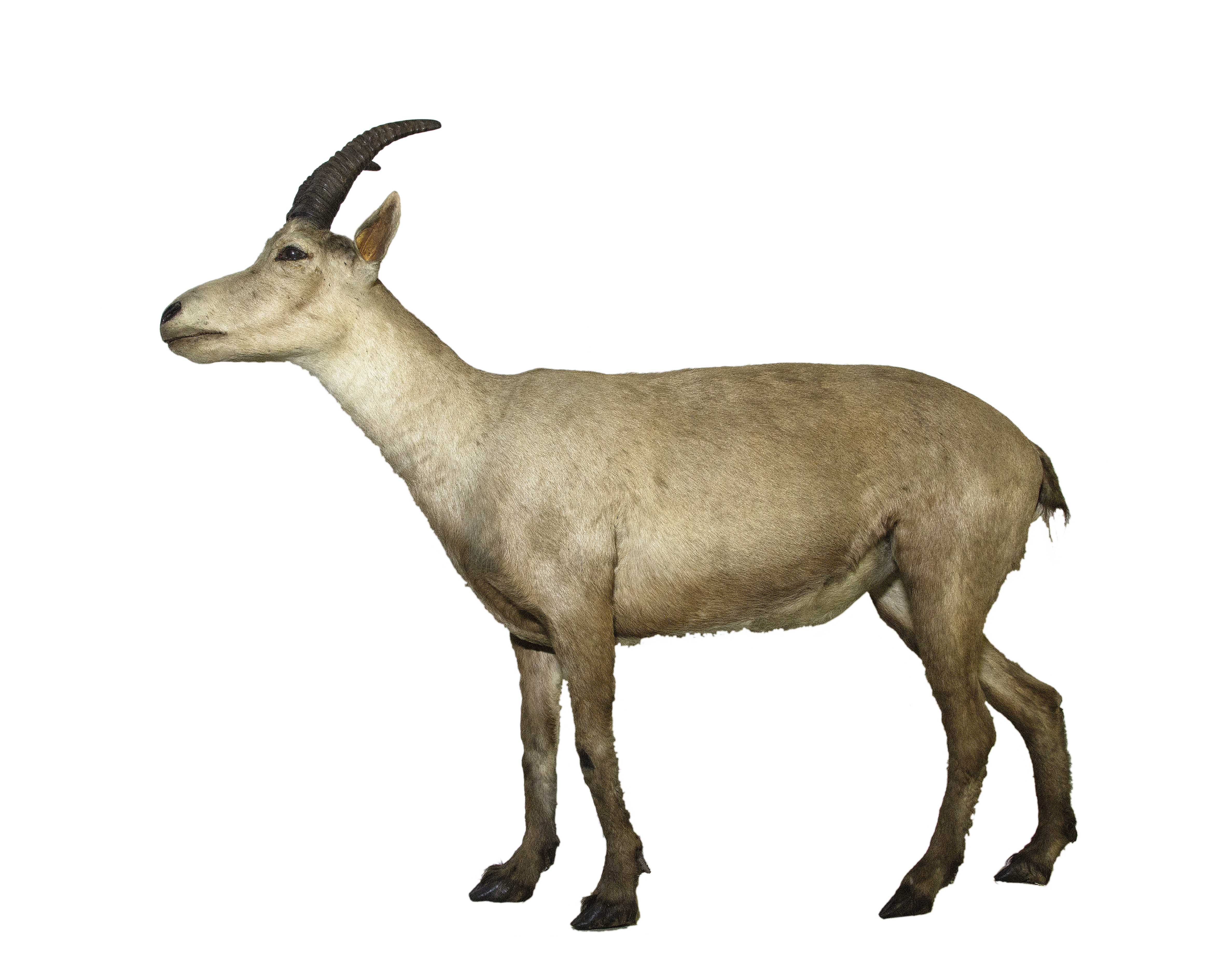
Capra pyrenaica pyrenaica

Kozorožec pyrenejský (Capra pyrenaica pyrenaica) je vyhynulý poddruh kozorožce iberského. Obýval Kantaberské pohoří, jižní Francii a severních Pyreneje a za vymřelý byl oficiálně označen v roce 2000. Od té doby bylo provedeno několik pokusů o obnovení druhu a v roce 2009 se narodil první naklonovaný živý jedinec, který ale zemřel krátce poté v důsledku poškození plic.

## Popis
Kozorožec pyrenejský bylo dobře stavěné horské zvíře se zakřivenýma nohama, které v dospělosti dosahovalo váhy až 100 kg. Měl krátkou srst, která měnila svoji strukturu s ročním obdobím: v létě byla krátká, v zimě delší a hustší. Samec byl od samice snadno rozpoznatelný díky mohutným zatočeným rohům. Krom toho se ale lišil i barevně, jelikož v létě měla jejich srst šedavě hnědou a černou barvu a v zimě tmavě šedou, zatímco samice byly po celý rok hnědé. Mladí jedinci byli až do prvního roku života zbarvení jako samice.
Rohy samce byly mohutné, zakřivené a s hrbolky, které přibývaly s věkem. Samice měla rohy krátké a válcového tvaru.

## Výskyt
Kozorožci pyrenejští byli pozorováni v některých částech Francie, Portugalska, Španělska a Andorry, v severní části Pyrenejského poloostrova spíše minimálně. Právě tam také vyhynuli nejdříve.
Na jaře se přesouvali do vyšších nadmořských výšek, kde probíhalo páření, načež samice místo opustily a vydaly se do více izolovaných oblastí, kde porodily mladé. Naopak během zimy se kozorožci pyrenejští přesouvali do údolí, kde nebyl sníh.

## Vyhynutí
Kozorožec pyrenejský byl jeden ze čtyř poddruhů kozorožce iberského a již druhý vyhynulý. Poslední jedinec byla samice Celia, kterou v lednu roku 2000 zabil padající strom a následně byl poddruh prohlášen za vymřelý.
Ačkoliv ještě ve středověku žily v Pyrenejích velké populace těchto kozorožců, během 19. a 20. století stavy rychle klesly kvůli lovu. V roce 1973 byli oficiálně označeni za chráněná zvířata, situaci to ale nezlepšilo a v roce 1981 žilo jen posledních 30 jedinců v národním parku Ordesa y Monte Perdido. Nebyl to ale jen lov, co zhoršovalo podmínky kozorožců pyrenejských: důvod vyhynutí byla i konkurence domácích ovcí a koz, které se především během léta pasou na vysokohorských pastvinách a spásají tak potravu pro divokou zvěř. Rozšíření nepůvodních druhů, například daňků evropských (Dama dama) a ovcí kruhorohých (Ovis orientalis orientalis), zase způsobilo přenos nemocí, proti kterým nebyli kozorožci pyrenejští chráněni.

### Obnovení
V roce 2008 byly použity vzorky tkáně kozorožců pyrenejských ke klonování, z čehož vzniklo 439 embryí. 57 z nich bylo implantováno do domácích koz a pouze sedm se jich rozvíjelo. Jedna z koz nakonec porodila samici, která ale zemřela několik minut poté v důsledku poškození plic.